# 曲棍球棍

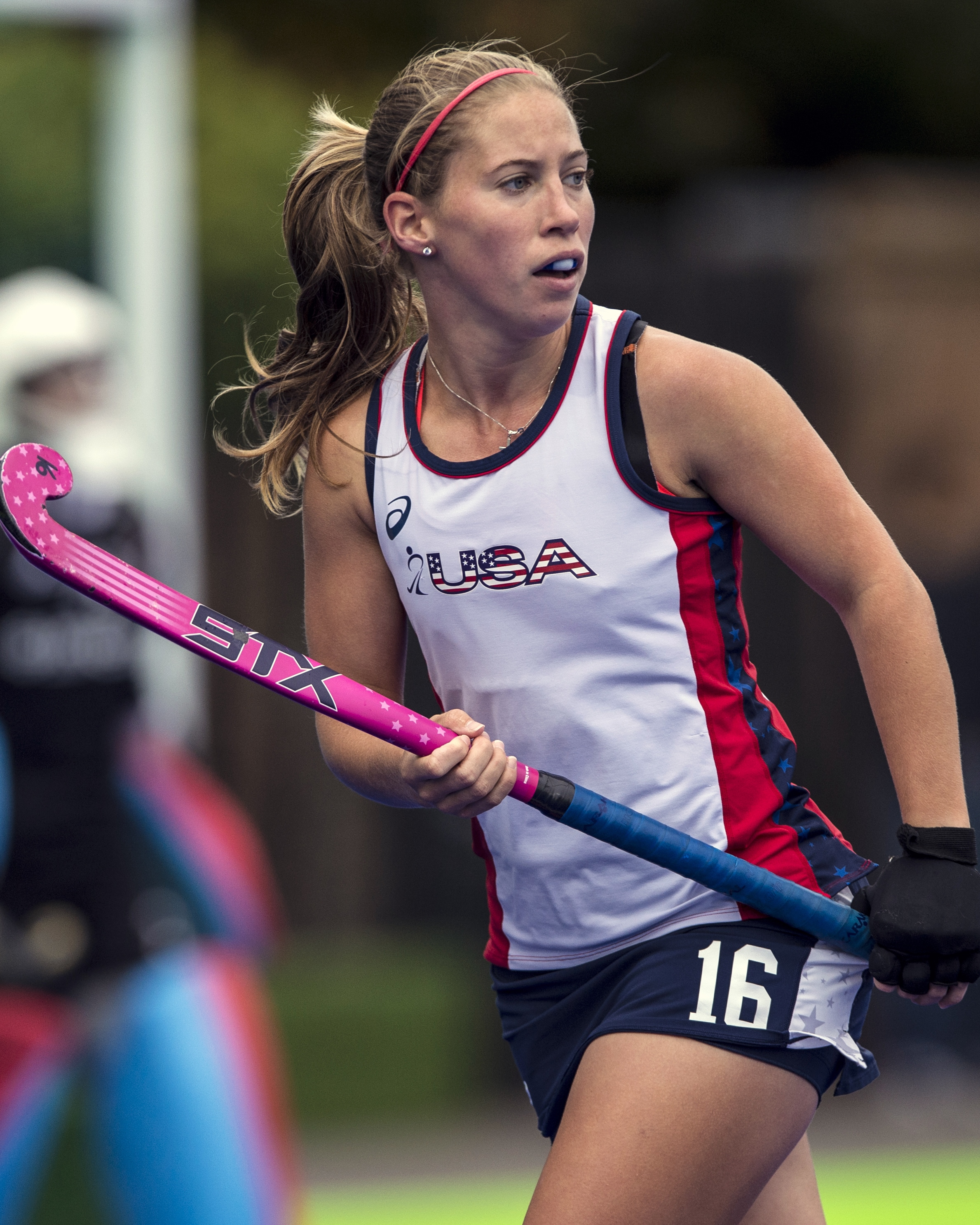
一名手持曲棍球棒的女子

曲棍球棒是一种运动器材，曲棍球运动员通過它来擊打、攔截和轉移球。曲棍球棍的末端形状各异，不同位置的球员，曲棍球棍的末端可能不一樣。